# Jacob Buehler Snider
Jacob Buehler Snider (* 17. Juni 1886 in Grenada, Mississippi; † 15. März 1966 in Pascagoula, Mississippi) war ein US-amerikanischer Politiker. Zwischen 1936 und 1940 war er Vizegouverneur des Bundesstaates Mississippi.
Über Jacob Snider gibt es so gut wie keine verwertbaren Quellen. Er lebte zumindest zeitweise in Mississippi und war Mitglied der Demokratischen Partei. 1935 wurde er an der Seite von Hugh L. White zum Vizegouverneur seines Staates gewählt. Dieses Amt bekleidete er zwischen 1936 und 1940. Dabei war er Stellvertreter des Gouverneurs und Vorsitzender des Staatssenats. Nach seiner Zeit als Vizegouverneur verliert sich seine Spur wieder.